# 稲森克尚
稲森 克尚（いなもり かつひさ、1994年3月8日 - ）は、大阪府枚方市出身の元プロサッカー選手。ポジションはディフェンダー、ミッドフィールダー。

## 来歴
枚方市出身。中学時代はガンバ門真ジュニアユースでプレーし、高校生になるとユースチームに昇格。1年次からレギュラーとして出場し、前線への効果的なロングパスで攻撃サッカーの一翼を担った。各年代の日本代表としては、2009年にU-15日本代表としてアジア選手権予選に出場した。
2012年よりガンバ大阪のトップチームに昇格（同期昇格は田尻健、西野貴治）。1年目は出場なしに終わる。J2に降格した2013年は第42節のザスパクサツ群馬戦で初ベンチ入りしたがJ初デビューはならず、2年目も出場なしに終わった。
2014年、J3・ガイナーレ鳥取へ期限付き移籍。しかし、Jリーグデビュー戦となる第7節ブラウブリッツ秋田戦で退場処分を受けた後、試合会場内の柱を破損させ、3試合の出場停止処分を受けた。2015年、鳥取に完全移籍、その年のシーズンはリーグ戦29試合に出場した。
2017年シーズン限りで契約満了。同年12月に行われたJリーグ合同トライアウトに出場した。
2018年、グルージャ盛岡に完全移籍で加入。この年に現役を引退。

## プレースタイル・評価
利き足の左足から放たれる正確なロングフィードが武器のセンターバック。長身で、対人もゾーン守備もそつなくこなせる選手。

## 所属クラブ
ユース経歴
- 2003年 - 2005年 ガンバ大阪門真ジュニア
- 2006年 - 2008年 ガンバ大阪門真ジュニアユース
- 2009年 - 2011年 ガンバ大阪ユース（常翔啓光学園高等学校）

プロ経歴
- 2012年 - 2014年 ガンバ大阪
  - 2014年 ガイナーレ鳥取（期限付き移籍）
- 2015年 - 2017年 ガイナーレ鳥取
- 2018年 グルージャ盛岡

## 個人成績
| 国内大会個人成績 | 国内大会個人成績 | 国内大会個人成績 | 国内大会個人成績 | 国内大会個人成績 | 国内大会個人成績 | 国内大会個人成績 | 国内大会個人成績 | 国内大会個人成績 | 国内大会個人成績 | 国内大会個人成績 | 国内大会個人成績 |
| 年度             | クラブ           | 背番号           | リーグ           | リーグ戦         | リーグ戦         | リーグ杯         | リーグ杯         | オープン杯       | オープン杯       | 期間通算         | 期間通算         |
| 年度             | クラブ           | 背番号           | リーグ           | 出場             | 得点             | 出場             | 得点             | 出場             | 得点             | 出場             | 得点             |
| 日本             | 日本             | 日本             | 日本             | リーグ戦         | リーグ戦         | リーグ杯         | リーグ杯         | 天皇杯           | 天皇杯           | 期間通算         | 期間通算         |
| ---------------- | ---------------- | ---------------- | ---------------- | ---------------- | ---------------- | ---------------- | ---------------- | ---------------- | ---------------- | ---------------- | ---------------- |
| 2012             | G大阪            | 28               | J1               | 0                | 0                | 0                | 0                | 0                | 0                | 0                | 0                |
| 2013             | G大阪            | 28               | J2               | 0                | 0                | -                | -                | 0                | 0                | 0                | 0                |
| 2014             | 鳥取             | 16               | J3               | 1                | 0                | -                | -                | 0                | 0                | 1                | 0                |
| 2015             | 鳥取             | 21               | J3               | 29               | 1                | -                | -                | 1                | 0                | 30               | 1                |
| 2016             | 鳥取             | 15               | J3               | 15               | 0                | -                | -                | 2                | 0                | 17               | 0                |
| 2017             | 鳥取             | 2                | J3               | 21               | 0                | -                | -                | 1                | 0                | 22               | 0                |
| 2018             | 盛岡             | 5                | J3               | 13               | 0                | -                | -                | 1                | 0                | 14               | 0                |
| 通算             | 日本             | 日本             | J1               | 0                | 0                | 0                | 0                | 0                | 0                | 0                | 0                |
| 通算             | 日本             | 日本             | J2               | 0                | 0                | -                | -                | 0                | 0                | 0                | 0                |
| 通算             | 日本             | 日本             | J3               | 66               | 1                | -                | -                | 4                | 0                | 70               | 1                |
| 総通算           | 総通算           | 総通算           | 総通算           | 66               | 1                | 0                | 0                | 4                | 0                | 70               | 1                |

| 国際大会個人成績 | 国際大会個人成績 | 国際大会個人成績 | 国際大会個人成績 | 国際大会個人成績 |
| 年度             | クラブ           | 背番号           | 出場             | 得点             |
| AFC              | AFC              | AFC              | ACL              | ACL              |
| ---------------- | ---------------- | ---------------- | ---------------- | ---------------- |
| 2012             | G大阪            | 28               | 0                | 0                |
| 通算             | AFC              | AFC              | 0                | 0                |

- Jリーグ初出場 - 2014年4月26日 J3第7節 vsブラウブリッツ秋田（秋田市八橋運動公園球技場）
- Jリーグ初得点 - 2015年9月23日 J3第28節 vsSC相模原（チュウブYAJINスタジアム）

## タイトル

### クラブ
ガンバ大阪
- Jリーグ ディビジョン2：1回（2013年）

ガイナーレ鳥取
- 鳥取県サッカー選手権大会：4回（2014年、2015年、2016年、2017年）

グルージャ盛岡
- 岩手県サッカー選手権大会：1回（2018年）

## 代表歴
- U-15日本代表
  - AFC U-16選手権2010 (予選)